# 1661 en philosophie
Chronologie de la philosophie
- 1657
- 1658
- 1659
- 1660
- 1661
- 1662
- 1663
- 1664
- 1665

L’année 1661 a été marquée, en philosophie, par les événements suivants :

## Publications
- Claude Guillermet de Bérigard :  De veteri et peripatetica philosophia, Padoue, 1661

- Thomas Hobbes : Dialogus physicus de natura æris, (1661), OL V, 341-408.

- Jacques Du Roure : Dessein d'une institution universelle, 1661.

- Jakob Thomasius : Philosophia practica.